# Osilo
Osilo – miejscowość i gmina we Włoszech, w regionie Sardynia, w prowincji Sassari.
Według danych na rok 2004 gminę zamieszkiwało 3496 osób, 35,7 os./km². Graniczy z Cargeghe, Codrongianos, Muros, Nulvi, Ploaghe, Sassari, Sennori i Tergu.